# Goguette des Enfants de la Gloire
La Goguette des Enfants de la Gloire était une goguette parisienne à forte coloration politique bonapartiste.
Elle était composée d'ouvriers et artisans parisiens anciens militaires de la Grande Armée de l'empereur Napoléon Ier.
Il existe une description de cette goguette faite en 1832 par Nicolas Brazier.
Il nous détaille une de ses réunions. Elle a lieu après 1817, car on y chante une chanson datant de 1818 : La Colonne d'Émile Debraux. Et avant mai 1821, moment de la mort de Napoléon Ier, car on y voit ses membres espérer assister au retour de l'Empereur

## Description de la goguette
J'avais un mien parent, commissaire-priseur, grand amateur de chansons, et qui aurait volontiers manqué dix ventes à l'hôtel de Bullion, plutôt qu'une goguette à l'Ile-d'Amour... C'était un intrépide, un gobletteur quand même!... Il n'aurait pas reculé devant la mère Radis, pourvu qu'il eût été certain d'y entendre un couplet.
Mon cousin le commissaire-priseur arrive un jour tout essoufflé : « Cousin, me dit-il, je viens pour vous conduire dans une réunion qui vous fera plaisir, je veux vous mener dîner chez les Enfants de la gloire !.... » Moi, qui ai toujours aimé la gloire, moi, qui l'ai chantée n'importe sous quelle bannière elle a brillé, j'accepte l'invitation.
« Je vous préviens, » ajoute mon cousin, « que vous allez vous trouver avec des ouvriers, des artisans ; c'est tout-à-fait une société populaire. » « Parbleu ! » lui dis-je, « j'aime beaucoup le peuple, surtout quand il chante.  » Nous partons tous deux, bras dessus, bras dessous ; nous voici rue du Vert-Bois, ou rue Guérin-Boisseau, je ne me souviens pas au juste : je ne suis pas obligé de me rappeler le nom d'une rue. Nous entrons dans un modeste cabaret ; la bourgeoise, qui était une grosse joufflue, nous dit avec un certain air de prétention : « Ces messieurs sont-ils de la société ?.... » – « Oui, madame.... » – « Conduisez ces messieurs à la société. »
Nous traversons la boutique, ensuite une petite cour carrée, aux quatre coins de laquelle il y avait les quatre tilleuls obligés, et nous nous trouvons dans une salle basse et noire.
Là, point de service damassé, point de surtout en cristal, point de fleurs dans des vases, point de couverts à filets, point d'aiguières en argent ni en vermeil mais une table de bois de bateau, recouverte d'une nappe de toile écrue, des assiettes en faïence brune, des couteaux en forme d'eustaches, des verres communs et ternes, un pain rond de douze livres au moins, du sel et du poivre dans des soucoupes ébréchées. Une bouteille de vin rouge était placée devant chaque assiette : deux bancs de bois de chaque côté de la table ; seulement, au haut bout pour le président,
un tabouret de paille,

Qui s'était sur trois pieds sauvé de la bataille.
Quand je fus au milieu des amis de la gloire, mon cousin me présenta au président, qu'il me dit être compagnon menuisier. Je pensai à maître Adam et cette analogie me fit sourire.
Les autres convives étaient des serruriers, des vitriers des peintres en bâtiments etc. etc. Je remarquai un gros papa, qui avait un ventre effrayant et des favoris affreux ; il était débraillé, sans cravate, et suait tant qu'il pouvait. On m'apprit que c'était le charcutier d'en face. Je l'avais déjà deviné, les charcutiers ont une physionomie à part.
La grosse dame que j'avais vue au comptoir apporta, dans un énorme saladier, un civet de lapin dont, en entrant, j'avais senti l'odeur; il embaumait le lard et les petits oignons. Vinrent ensuite le carré de veau, la barbe de capucin flanquée de betteraves, un morceau de fromage de Gruyère ; deux assiettes de mendiants fermaient la marche.
On se mit à table on me plaça à côté du président. « Monsieur, » me dit-il, « ici chacun a sa bouteille; si le rouge vous incommode, vous avez celui de demander du blanc. » Je répondis que le rouge ne m'incommodait pas.
Je mangeai de bon appétit. Le civet de lapin me parut délicieux ; je dis de lapin, parce que c'est la foi qui sauve, et que j'ai le bonheur de croire.
Pendant le dîner, on ne parla que du grand Napoléon. « Hem ! disait l'un, c'est célui là qu'en valait bien un autre.... Hem ! Oui.... qui n'était pas faignant comme on dit chez nous.... Hem ! s'il n'avait pas été trahi à Waterloo !.... Hem ! qui n'est pas mort pour tout le monde.... » – « Ah ! Oui.... » dit le charcutier en s'essuyant le visage (car le malheureux ne faisait pas d'autre métier), « le petit caporal vit encore.... et il leur z'y en fera voir de toutes les couleurs.... » –– « Il n'en faut pas tant des couleurs, » reprit le peintre en bâtiments, avec un sourire de Méphistophélès.... « qu'on nous en donne seulement trois des couleurs.... »  À ce mot de trois couleurs. Les applaudissements partirent de tous les points de la salle ; j'ai vu le moment où l'on allait crier Vive l'empereur  !.... Alors la conversation prit une teinte tout-à-fait politique.
Je m'aperçus que j'étais dans une réunion séditieuse, et je pensai que si le commissaire du quartier venait à faire sa ronde, il pourrait faire évacuer la salle, et envoyer les enfants de la gloire à la préfecture de police. Je comptai combien nous étions; quand je vis que le nombre ne dépassait pas dix-neuf, c'est bon, me dis-je, nous sommes dans la loi.
Le moment de chanter étant venu, le président fit l'appel nominal, et quand chacun eut répondu, en portant la main droite au front, le numéro 1 monta sur la table, et chanta d'une voix de Stentor :
Salut ! monument gigantesque

De la valeur et des beaux-arts,

D'une teinte chevaleresque

Toi seul colores nos remparts.

De quelle gloire t'environne

Le tableau de tant de hauts faits :

Ah ! qu'on est fier d'être Français

Quand on regarde la colonne.
À chaque couplet, les convives se regardaient, se faisaient des yeux ; j'en ai vu qui pleuraient. Le numéro 2 ne se fit pas attendre ; je me souviens encore qu'il chanta un couplet dont le premier vers était :
Sur son rocher de Sainte-Hélène....
et qui finissait par celui-ci :
Honneur à la patrie en cendre !
Du reste, toutes les chansons respiraient le plus pur napoléonisme; c'était toujours :
Il reviendra le petit caporal.

Vive à jamais la redingote grise.

Honneur, honneur à not' grand empereur !
Je demandai si l'on ne chantait que des couplets qui eussent rapport au grand Napoléon ? « Monsieur, » me répondit mon voisin, « je vais vous dire nous sommes tous ici des bons enfants qu'aservi ensemble ; nous ne réconnaissons que deux choses, l'empéreur et la colonne. »
Quand mon tour de chanter fut arrivé, tous les yeux se tournèrent vers moi, au point que je devins timide et embarrassé. Je me défendis de mon mieux, mais avec la modestie d'un auteur qui n'est pas fâché qu'on le prie un peu. Je dis à ces bonnes gens que j'étais venu pour les entendre. Le président fit faire silence ; il fallut se résigner. On me fit un honneur ; je fus dispensé de monter sur la table. Je n'ai jamais su pourquoi. Bien que je possède un volume de voix assez étendu, je craignais qu'elle ne parut faible et flûtée à côté de celle des amis de la gloire ; car ces lurons-là avaient tous des voix de tonnerre, c'étaient des petits Dérivis, dans son bon temps.
Je chantai une chanson que j'avais faite en 1800, et dont le refrain était : Comme on fait son lit on se couche. Lorsque j'eus chanté ce couplet :
Bravant la chance des combats,

Lorsque leur chef les accompagne,

Voyez tous nos jeunes soldats

En chantant faire une campagne.

Ils brûlent, ces braves guerriers,

Jusqu'à leur dernière cartouche,

Puis ils dorment sur des lauriers:

Comme on fait son lit on se couche.
je laisse à penser l'effet que produisirent guerriers et lauriers...ce fut une explosion !...un délire !...une rage !... On me criait bis !... encore !... encore !...Tous les convives parlaient ensemble ; on m'entourait...on me serrait la main ; tout le monde m'embrassa...même le charcutier (après s'être essuyé le front, bien entendu).
On proposa mon admission séance tenante. Je répondis que j'étais très sensible à cette marque de bienveillance, mais que je craignais de ne pouvoir assister régulièrement aux séances. On me nomma associé libre, on me fit promettre de revenir quelquefois ; je promis, mais je jurai en moi-même de n'y jamais remettre les pieds.
J'avais assez bien supporté le vin et les chansons, mais je craignais les accolades ; les baisers fraternels me tenaient au cœur ; longtemps après, j'en étais encore poursuivi, comme le père Sournois par un songe. Le charcutier surtout n'a jamais pu s'effacer de ma mémoire...